# Круглячок
«Круглячок» — український анімаційний фільм 1992 року студії Укранімафільм, автор сценарію та режисер — Тадеуш Павленко.

## Сюжет
За мотивами української народної казки. Зміївна заманює діток, щоб з'їсти, а Круглячок — лісовий чарівничок, — допоміг Юрку врятувати його сестричку Оленку та решту діточок. 

## Над фільмом працювали
- Автор сценарію та кінорежисер: Тадеуш Павленко;
- Художник-постановник: Марія Черкаська;
- Композитор: Олександр Спаринський;
- Оператор: Анатолій Гаврилов;
- Звукооператор: Ігор Погон;
- Аніматори: Адольф Педан, Володимир Дахно, Микола Бондар, Михайло Титов, Віталій Віленко, Н. Карнасюк, Павло Приходько, Володимир Кропотов, В. Заєць, Людмила Вознюк, Олег Рідзель, В. Верес;
- Монтаж: Лідія Мокроусова;
- Асистенти: Ада Лапчинська, Марина Корольова, О. Толкач, Василь Жиров, Віра Боженок;
- Редактор: Світлана Куценко;
- Директор знімальної групи: В'ячеслав Кілінський.